# 曹壹
參數所指定的目標頁面不存在，建議更正成存在頁面或直接建立下列一個頁面（建立前請先搜尋是否有合適的存在頁面可以取代）：
- 济阳侯

曹壹（?—?），曹魏皇族，东汉三国時代人物。魏武帝曹操之孫，沛王曹林之子，母不明，字不明。济阳悼公。

## 生平
曹林长兄西乡侯曹玹早死，其次兄曹赞也去世，文帝曹丕命令曹壹继承。
黄初二年（221年），封济陽侯。黄初四年（223年），爵位升为公。去世后，赠谥号悼公。
曾在小说《三国演义》中登场。

## 子
曹壹子曹恒继承爵位。曹恒後在景初、正元、景元年间加赠食邑，合領1900户。